# هوی متال ۲۰۰۰
هوی متال ۲۰۰۰ (انگلیسی: Heavy Metal 2000) یک فیلم پویانمایی بزرگسالان علمی تخیلی آلمانی-آمریکایی-کانادایی است که در سال ۲۰۰۰ منتشر شد.این فیلم دنباله‌ای بر فیلم کالت سال ۱۹۸۱، هوی متال است.

## بازیگران
- جولی استراین
- مایکل ایرون‌ساید
- بیلی آیدل
- ریک جونز